# Alina Kovaljova
Alina Romanovna Kovaljova (Russisch: Алина Романовна Ковалёва; Slantsy, 18 februari 1993) is een Russisch curlingspeelster. Zij speelt als skip.

## Biografie
In 2013 behaalde ze de gouden medaille op het WK voor junioren.
In 2015 won ze goud op het EK. In 2017 en 2021 behaalde ze zilver op het wereldkampioenschap.